# Macrosiphoniella arenariae
Macrosiphoniella arenariae är en insektsart. Macrosiphoniella arenariae ingår i släktet Macrosiphoniella och familjen långrörsbladlöss. Inga underarter finns listade i Catalogue of Life.